# 磯崎竜一
磯崎 竜一（いそざき りゅういち、1976年3月13日 - ）は、東京都世田谷区出身の俳優。本名及び旧芸名は見目 竜一（けんもく りゅういち）。東京農業大学第一高等学校卒業。身長182cm。O型。

## 概略
1996年、バーニング養成所に所属。同年、TBS筋肉番付日本縦断マラソンに出演（2ヶ月で北海道から沖縄まで走るという企画。本人は10日間、計600kmでリタイア）。後に株式会社ゴールデンミュージックプロモーションに所属。テレビ朝日系列『Midnight Mermaid』やファッション雑誌でモデルの仕事も行っていく。1999年文学座演劇研究所に入所。同期に波岡一喜がいる。2001年、スタークコーポレーションへ所属し、2015年3月まで所属した。
高校の後輩にケツメイシのDJ KOHNOや現ザスパクサツ群馬所属のサッカー選手永井雄一郎などがおり交流も深い。またサッカー関連にも交流が多く、元日本代表の岡野雅行とは家族ぐるみで交流がある。
特技は英会話、DJ、バスケットボール、アイスホッケー、殺陣、キックボクシング、ゴルフ等々。基本的にスポーツ全般を得意としている。DJでの音楽活動も行なっており、幅広い選曲でイベント等で回している。

## 出演

### テレビドラマ
- はぐれ刑事純情派（テレビ朝日、1998年）
- 明日があるさ（日本テレビ、2001年）
- 新選組!（NHK大河ドラマ、2004年） - 新選組隊士 役
- 麗わしき鬼 第25話 - 第27話（東海テレビ・フジテレビ、2007年） - 星川比羅夫 役
- 北海道警察 巡査の休日（TBS 月曜ゴールデン、2011年） - 坂井 役
- ハンチョウ6 第8話（TBS、2013年） - 飯塚将也 役
- 警視庁南平班〜七人の刑事〜6（TBS月曜ゴールデン、2013年） - 倉西聡司 役
- 13FAKES アナタは最後に騙される（WOWOW、2014年）
- 怪奇恋愛作戦 第1・2話（テレビ東京、2015年） - 竜太 役
- 夢を与える（WOWOW、2015年） - プロデューサー 役
- 花燃ゆ（NHK大河ドラマ、2015年） - 松平慶永（松平春嶽） 役
- 湯けむりバスツアー 桜庭さやかの事件簿6（TBS 月曜ゴールデン、2015年） - 伊藤肇 役

### バラエティ
- 筋肉番付 日本縦断マラソン（TBS、1997年）
- ミッドナイトマーメイド（テレビ朝日、1998年）
- ふうふうごはん（フジテレビ、2001年）
- 筋肉番付 SASUKE（TBS、2002年）
- 筋肉番付 芸能人サバイバル王座決定戦（TBS、2003年） - 総合7位
- 世界ウルルン滞在記 ネパールハニーハンター篇（TBS、2005年）
- 世界ウルルン滞在記リターンズ（TBS、2009年）
- ピクニック（NHK教育、2010年）

### 映画
- 地獄甲子園（2003年）
- カイジ 人生逆転ゲーム（2009年）
- 20世紀少年 最終章 ぼくらの旗（2009年）
- イン・ザ・ヒーロー（2014年） - 斉藤智也 役
- 2903（ポーランド・日本合作映画、2015年） - the man 役 ※札幌ショートフィルムフェスティバル2015に入選

### ネットドラマ
- ドラマ缶『メールの答え』（ブロードウェイチャンネル、2004年） - 吉田 役

### CM
- インテリジェンス トリノオリンピック篇（2006年）
- 三菱東京UFJ銀行（2007年）
- DoCoMo パケ・ホーダイダブル（2008年）
- 三菱UFJニコス DCカード（2009年）
- カワチ薬品（2009年）
- 大王製紙 ナチュラ（2009年）
- 花王 ヘルシア緑茶 キャンペーン篇（2012年）
- スーパー工務店クラブ（2012年） - BS朝日『大改造!!劇的ビフォーアフター』『渡辺篤史の建もの探訪』
- 幕張ベイタウングリーナ（2012年） - 夫・お父さん 役
- イーストア ショップサーブ（2013年）
- ベネッセコーポレーション 進研ゼミ チャレンジタッチ（2014年）
- コトブキヤ スターウォーズ（2014年）
- SUBARU 大事な音 ショートフィルム レヴォーグ"Sound Matters-Your Story With-SHORT"（2015年）

### Vシネマ
- ハルウララIII（2008年）
- 修羅の魂（2008年）
- 悪漢（2008年）

### 舞台
- 1999年 文学座演劇研究所
  - わが町
  - 翼をください
  - 俳優たちの逆説（一人芝居）
  - 女の一生
- 2009年 天河神社奉納ライブ『LOVE STAGE』
- 2009年 嗚呼!我が人生に悔いあり
- 2014年 角角ストロガのフ「エイプリル」@吉祥寺シアター

### 雑誌
- 1998年 買物王 ワールドフォトプレス出版
- 2008年 リンベル